# Maurice Motamed
Maurice Motamed (1945) (موریس معتمد )  é o representante da comunidade judaica no parlamento iraniano. Foi eleito em 2000, sucedendo Manouchehr Elyasi, e reeleito em 2004 para  a vaga que os judeus têm direito desde a constituição de 1906.
No parlamento, Motamed  tem sido muito atuante na luta contra as discriminações sofridas por judeus, cristãos e zoroastrianos.
Em vários veículos de comunicação, Maurice Motamed manifestou seu apoio às posições  do governo do Irã nas relações internacionais, inclusive em relação ao programa nuclear iraniano, como forma de enfatizar a lealdade da comunidade judaica iraniana para com o país.